# Szófiai központi zsinagóga
Szófia központi zsinagógája (bolgárul: Софийска синагога) Európa második legnagyobb szefárd zsinagógája és a legnagyobb ilyen vallási létesítmény a Balkán-félszigeten. 1955 júniusa óta a zsinagóga szerepel Bulgária nemzeti és kulturális szempontból fontos műemlékeinek listáján. A zsinagóga az Ekzarh Joszif utca (улица Екзарх Йосиф) 16. szám alatt áll.

## Története
A zsinagóga építésének ötlete 1903-ban vetődött fel, nem sokkal Marcus Ehrenpreis főrabbi hivatalba lépése után. A szófiai zsidó közösséget ekkor Ezra Tadjer és Avram Davidjon Lévi irányította.
A zsinagógát 1905. november 13-án kezdték építeni az osztrák Friedrich Griunager tervei alapján. Az építményen felfedezhetők a spanyol-mór, illetve a bizánci stílus elemei. A nyolcszögletű központi termet körbevevő kisebb helyiségek mennyezetét aranycsillagokkal tarkított kékre festették. Az 1909. szeptember 9-ei hivatalos megnyitón részt vett I. Ferdinánd bolgár cár is, ami bizonyítja, hogy a város zsidósága, amely akkor Szófia lakosságának egyötödét tette ki, mennyire fontos szerepet töltött be.
A központi zsinagóga a bolgár zsidóság szimbólumává vált. Az épületben rendezte be irodáját a bulgáriai és a szófiai főrabbi egyaránt. Ide költöztették a szófiai zsidó közösség könyvtárát is, köztük számos középkori dokumentumot. 
A zsinagóga működését 1943 és 1944 között felfüggesztették, ekkor a szófiai zsidóság jelentős részét deportálták. A második világháború  során több bombatalálat is érte az épületet. Ezekben részben megsemmisült a karzat és a szentély több oszlopa, megsérültek a díszítő elemek, valamint elpusztult a könyvtár állományának jelentős része is. A zsinagógát azóta az eredeti tervek alapján felújították. A restaurálás költségeihez hozzájárult az izraeli Doron Alapítvány is.

## Méretek
A kétemeletes központi zsinagóga 32 méter magas. Hat kupolája és hat tornya van, amelyeken hatágú csillagok mutatnak Jeruzsálem felé. A 19,2 méter magasan függő, sárgarézből készült csillár mintegy két tonna súlyú, és Bécsben készült. A burkolat jelentős része márvány. A zsinagóga 1170 imádkozó befogadására alkalmas. Az első emeleten mások mellett irodák és egy kisebb imaterem, a másodikon könyvtár található.

## Múzeum
A múzeum a könyvtárteremben üzemel 1992 óta. A gyűjteményben fotók, nyomtatványok, valamint a vallásgyakorlással összefüggő tárgyak vannak. Két állandó kiállítás van, az egyik a bolgár zsidó közösség életét mutatja be, a másik témája a holokauszt.